# IL31
IL31 (англ. Interleukin 31) – білок, який кодується однойменним геном, розташованим у людей на короткому плечі 12-ї хромосоми. Довжина поліпептидного ланцюга білка становить 164 амінокислот, а молекулярна маса — 18 205.
| 10         |  | 20         |  | 30         |  | 40         |  | 50         |
| ---------- |  | ---------- |  | ---------- |  | ---------- |  | ---------- |
| MASHSGPSTS |  | VLFLFCCLGG |  | WLASHTLPVR |  | LLRPSDDVQK |  | IVEELQSLSK |
| MLLKDVEEEK |  | GVLVSQNYTL |  | PCLSPDAQPP |  | NNIHSPAIRA |  | YLKTIRQLDN |
| KSVIDEIIEH |  | LDKLIFQDAP |  | ETNISVPTDT |  | HECKRFILTI |  | SQQFSECMDL |
| ALKSLTSGAQ |  | QATT       |  |            |  |            |  |            |

A: Аланін

C: Цистеїн

D: Аспарагінова кислота

E: Глутамінова кислота

F: Фенілаланін

G: Гліцин

H: Гістидин

I: Ізолейцин

K: Лізин

L: Лейцин

M: Метіонін

N: Аспарагін

P: Пролін

Q: Глутамін

R: Аргінін

S: Серин

T: Треонін

V: Валін

W: Триптофан

Кодований геном білок за функцією належить до цитокінів. 
Задіяний у такому біологічному процесі, як імунітет. 
Секретований назовні.